# تيد ويليامز
تيد ويليامز (بالإنجليزية: Ted Williams)‏ (مواليد 22 سبتمبر 1957) مذيع ومؤدي صوت أميركي من كولومبوس، أوهايو. اكتسب ويليامز اهتمام وسائل الإعلام بعدما أجرى مقابلة خلال فترة كان فيها بلا مأوى وتم نشره على موقع يوتيوب، ليصبح الفيديو واحد من أكثر الفيديوهات مشاهدة على شبكة الإنترنت في مطلع يناير 2011، تلقى بعدها ويليامز العديد من عروض العمل بعد فترة واجه فيها ويليامز صعوبات، سواء مع وسائل الإعلام ورصانته تجاه نفسه وعائلته، ألف كتاب بعنوان الصوت الذهبي: كيف الإيمان، والعمل الشاق، والتواضع رفعني من الشوارع إلى الخلاص

## خلفيته
ولد وليامز وترعرع في بيدفورد - ستثفسنت، بروكلين، نيويورك، وليامز خدم ثلاث سنوات في جيش الولايات المتحدة، وتم تسريحه، وأرتاد مدرسة في تعلم أداء الصوت، ودفعه إلهامه بأن يصبح مذيع ميداني في سن ال 14.
ووفقا لويليامز، حياته بدأت تتهاوى في عام 1986 مع مجموعة من متعاطي المخدرات والكحول، بالإضافة إلى فقدان الاهتمام في حياته المهنية. خلال هذه الفترة تم اعتقال ويليامز سبع مرات على الأقل بتهم من بينها السرقة وحيازة المخدرات، والهروب. صدر أيضا جنحة الاستشهادات لتعاطي المخدرات، والتعدي الجنائي، و التماس المشاة. هذه أسفرته بالسجن مرتين، الأوله وليامز امضى ثلاثة أشهر في عام 1990 بتهمة السرقة والثانية ما يقرب من شهرين في عام 2004 بتهمة التزوير والسرقة وعرقلة العمل الرسمي. وهو أب لتسعة أطفال، سبع فتيات وصبيان

## روابط خارجية
- تيد ويليامز على موقع IMDb (الإنجليزية)
- تيد ويليامز على موقع قاعدة بيانات الفيلم (الإنجليزية)